# Kinemacolor
A Kinemacolor volt a második színesfilm-készítési eljárás, és az első, mely sikert aratott.  1908 és 1916 között alkalmazták a filmiparban. A brit George Albert Smith fejlesztette ki a londoni Urban Trading Co. számára 1906-ban. Az eljárás két szín additív színkeverésén alapult, egy fekete-fehér filmet váltakozva vörös és zöld színű szűrőkön keresztül vetítettek, és a létrejött képet fotózták le.
Az első Kinemacolor mozi egy Brightonban forgatott nyolcperces rövidfilm volt, az 1908 szeptemberében kereskedelmi kiállításokon vetített A Visit to the Seaside. A nagyközönség először 1909. február 26-án találkozhatott a Kinemacolorral a londoni Palace Theatre-ben bemutatott 21 rövidfilmben. A Checkmated volt az első Kinemacolor játékfilm, 1910-ből. Az első egész estés színes mozik az 1912-es The Durbar at Delhi dokumentumfilm és az 1914-es The World, the Flesh and the Devil c. játékfilm voltak.
Nagy-Britanniában mintegy 300 Kinemacolor vetítőt állítottak üzembe, és kb. 54 játékfilm készült a technológiával. Az USA-ban 4 rövid Kinemacolor dokumentumfilm készült 1912 és 1913 között. A vállalkozás üzleti szempontból nem volt sikeres, hollywoodi stúdióját D. W. Griffith szerezte meg, aki a Kinemacolor félresikerült terveit filmesítette meg (Thomas Dixon: The Clansman, a végleges címe: Egy nemzet születése).